# 雙色鯨鸚哥魚
雙色鯨鸚哥魚，又名青鸚嘴魚，俗名青衣、鸚哥魚、蠔魚、菜仔魚(雌)，為輻鰭魚綱鱸形目隆頭魚亞目鸚哥魚科的其中一種。

## 分布
本魚分布於印度太平洋區，包括紅海、東非、馬爾地夫、日本、台灣、菲律賓、印尼、澳洲、新喀里多尼亞、新幾內亞、索羅門群島、馬里亞納群島、帛琉、馬紹爾群島、密克羅尼西亞等海域。

## 深度
水深1至30公尺。

## 特徵
本魚體延長而略側扁。吻圓鈍；前額不突出。後鼻孔明顯的大於前鼻孔。牙齒完全癒合，外表面具顆粒狀突起及具有相當長且尖的頭部。背鰭前中線鱗約5至7列；頰鱗3列，鱗片小型，最下方列具鱗3至7個；間鰓蓋具2列鱗。幼魚體白色，除吻部外之頭部形成一寬的橘紅色斑紋；背鰭前方有一黑色大斑點。開始型的雌魚體為棕紅色，軀幹部分的的鱗片具有2至3條暗色短斑紋。終端型雄魚體為深藍綠色，軀幹及尾部的鱗片後緣有橘紅色斑紋；頰部有橘紅色斑點；背鰭及臀鰭為藍深綠色，基部為橘紅色。背鰭硬棘9枚、背鰭軟條10枚、臀鰭硬棘3枚、臀鰭軟條9枚。體長可達70公分。

## 生態
本魚幼魚喜獨立生活。成魚具有領域性，一尾雄魚及數尾雌魚，雄魚是由體型最大的雌魚性轉變而來，喜棲居於有珊瑚分布的陡峭斜坡。以啃食活珊瑚為食。

## 經濟利用
大型食用魚類，可切塊，再加以蔥絲、味噌，做成美味之味增湯。